# Orión, el Atlante
Orión, el Atlante es un personaje de la historieta mexicana publicada por Editorial Promotora K de México y en Sudamérica por Editorial Cinco de Colombia. Fue creado por Modesto Vásquez Rodríguez en 1974. Constaba de 144 números publicados entre 1982 y 1985.

## Argumento
Orión es un guerrero, nacido en la Atlántida, quien vivía en la ciudad de Poseidonis, la isla principal del gran continente. Poco se sabe de su pasado, pero su historia comienza en el coliseo atlante donde se entranaba en las artes marciales bajo la supervisión de su amigo y mentor, el guerrero Tatos. Orión había recibido noticias de su amada y prometida, Noraya, de que él había sido elegido como candidato a competir en el gran torneo para escoger al nuevo Supremo Regente, la más honorable y codiciada de las posiciones. Se sabe de por lo menos otros seis candidatos al trono, entre ellos un hombre llamado Osiris, y Crato de la isla de Amentia. Para desgracia de la feliz pareja, las buenas noticias pronto se tornaron en tragedia, cuando Noraya fue brutalmente atacada en las afueras del coliseo justo después de su encuentro, y como un signo de las degracias por venir, terremotos comenzaron a estremecer la Atlántida. Después de muchas pruebas y desgracias, Orión ganó el torneo gracias a su valor y audacia, y fue coronado como el nuevo Supremo Regente de la Atlántida. El sabio y consejero Serapis le encomendó su nueva misión: viajar a través del espacio y del tiempo para reunir las siete llaves, y con ellas abrir la cueva de la Sabiduría para fundar la nueva Atlántida. La primera llave sería entregada a Orión por el propio Serapis en la colonia de Cibola. El sabio le entregó también la poderosa nave Cronos-7, que lo transportaría en sus fantásticas aventuras.

## Poderes
Orión tiene gran fuerza y destreza física, es un excelente nadador y entrenado en diferentes técnicas guerreras y artes marciales. La vestimenta de Orión es una típica armadura atlante, la suya en particular es de color rojo con accesorios amarillos, incluyendo el símbolo - o escudo - de la Atlántida; lleva siempre consigo una daga y brazaletes dorados. En su frente lleva un cinto que con un chacra, una sagrada gema que es capaz de curar heridas, malestares, y enfermedades; sin embargo, el chacra tiene ciertas limitaciones: funciona solamente tres veces antes de tener que ser recargado nuevamente con energía, y no es capaz de curar heridas fatales, o enfermedades terminales.

## Aventuras
La historieta tuvo 144 números, divididos en 4 historias:
- Orión, el Atlante (1-54)
- El Tesoro (46-115)
- El Misterio de Agarta (112-136)
- El Laberinto de la Eternidad (133-144)

- Datos: Q6052999